# پل ریجنسی
پل ریجنسی پلی محلی به عنوان یکی از پل‌های نوسانی شناخته می‌شود. این پل بر روی رودخانه کلرادو ایجاد شده‌است.

## تاریخچه
پل ریجنسی ۹۹ متر طول دارد و سطح آن چوبی است. این پل در سال ۱۹۳۹ ساخته شد و بیشتر کارهای آن به صورت دستی صورت گرفته‌است. این پل در سال ۱۹۹۷ مجدداً بازسازی شد و یکی از رویداهای بزرگ در آن زمان حساب می‌شد.
جوانان محلی به‌طور تصادفی در دسامبر ۲۰۰۳ این پل را آتش زدند و باعث خسارت ۲۰ هزار دلاری به آن شد.
این پل در اوایل ۲۰۰۵ تعمیر و به منظور رفع ترافیک بازگشایی شد.

## نگارخانه

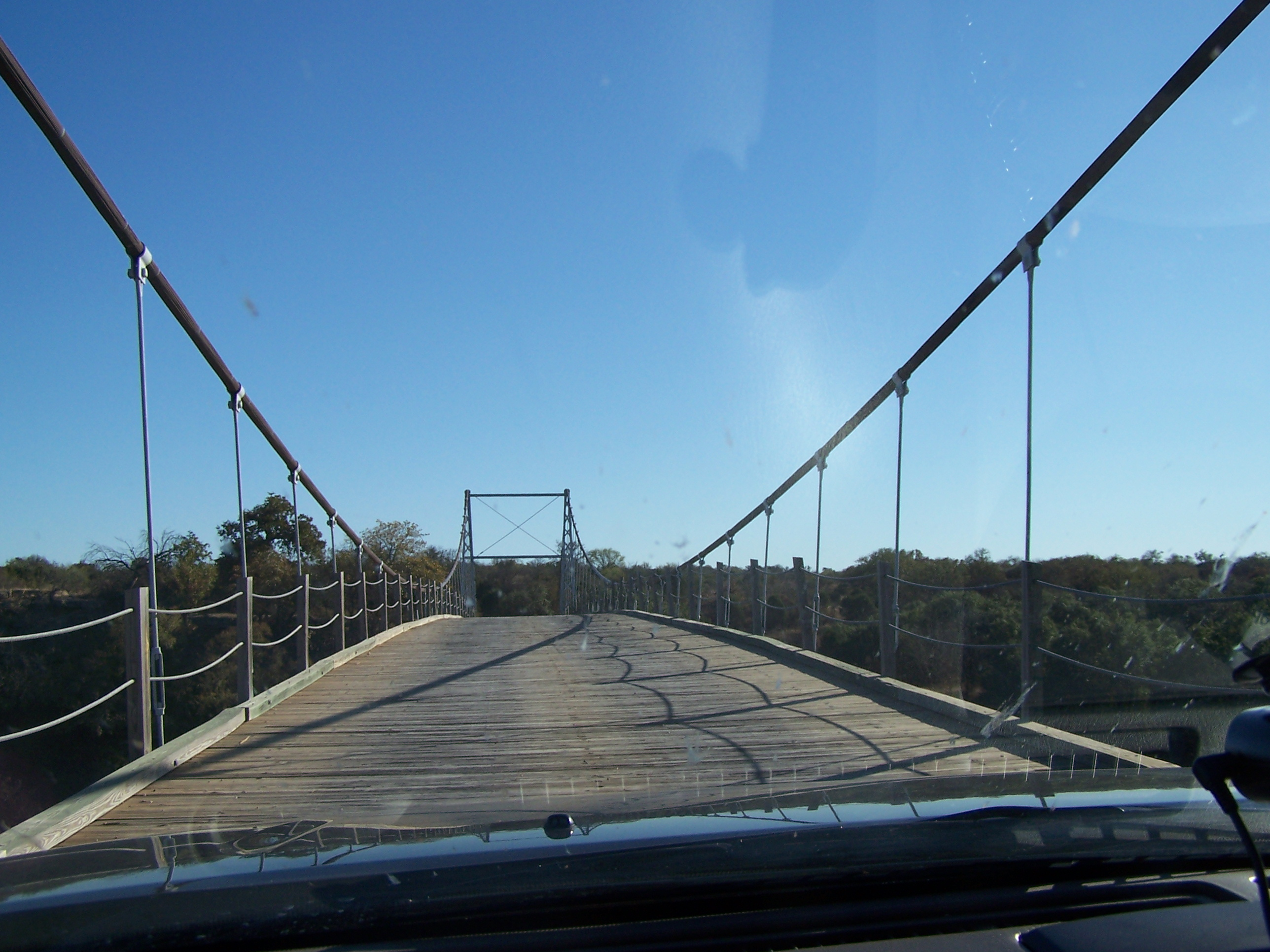
رانندگی در پل ریجنسی نوامبر ۲۰۰۵.
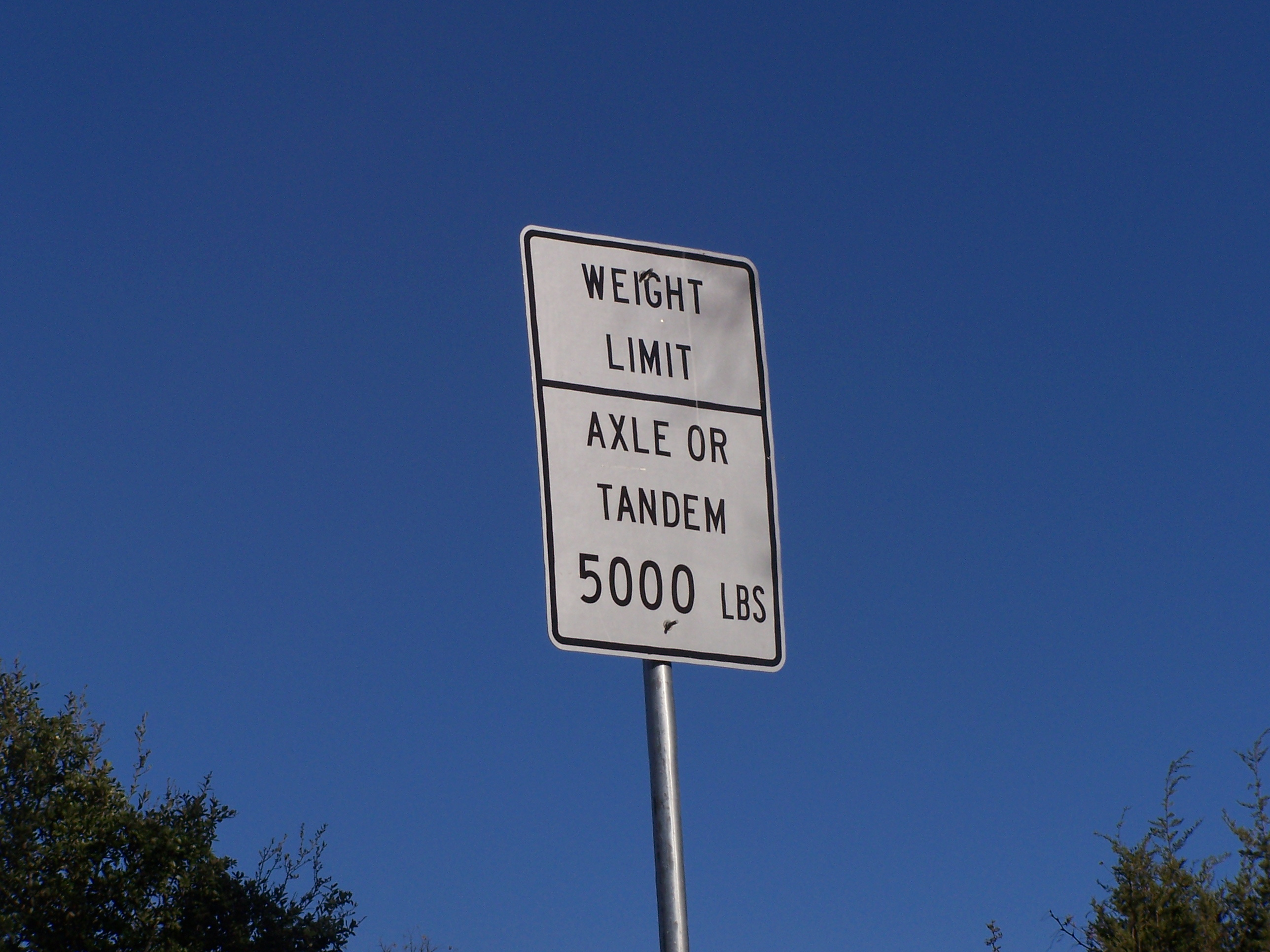
تابلو ورود فقط ۵۰۰۰ تن (۲۳۰۰) کیلو گرم.